# 新瑞狮
新瑞狮，全称厦门新瑞狮多媒体有限公司，于1999年成立。
2003年，由于新瑞狮投资者蔡呈瑞在公司员工不知情的情况下撤走大部分资金，导致公司开发计划瘫痪，最终公司倒闭。

## 旗下游戏
- 《霸王别姬》
- 《反三国志》
- 《天河传说》
- 《卧虎藏龙之青冥剑》
- 《包青天之七侠五义》
- 《西域镇魔曲》
- 《敦煌之大漠传奇》
- 《圣魔争霸》
- 《霹雳啪啦碰碰车》
- 《反大富翁》
- 《吕布与貂蝉》[2]